# Martingança
Martingança est une freguesia portugaise située dans le District de Leiria.
Avec une superficie de 8,92 km2 et une population de 1 039 habitants (2001), la densité de la paroisse s'établit à 116,5 hab/km2.